# Orphan – Das Waisenkind
Orphan – Das Waisenkind (original Orphan, englisch für „Waise“) ist ein US-amerikanischer Psycho-Horror-Thriller aus dem Jahr 2009. Er wurde von Warner Bros. Pictures in Zusammenarbeit mit Dark Castle Entertainment und Appian Way Productions, der Firma von Leonardo DiCaprio, die auch für das Drehbuch verantwortlich war, produziert. Regie führte Jaume Collet-Serra und die Hauptrollen waren mit Vera Farmiga, Peter Sarsgaard und Isabelle Fuhrman besetzt.
Der Film handelt von einem Ehepaar, das nach der Totgeburt seines dritten Kindes ein Mädchen namens Esther adoptiert. Nachdem das Mädchen bei dem Ehepaar eingezogen ist, stellen sich vermehrt Probleme ein, die sich aus dem merkwürdigen bis gewalttätigen Verhalten von Esther ergeben. Als die Ehefrau herausfindet, dass sämtliche Personenunterlagen und früheren Adoptionspapiere gefälscht sind, gerät schließlich die gesamte Familie in Lebensgefahr.
Orphan lief in Amerika am 24. Juli 2009 und in Deutschland am 22. Oktober 2009 in den Kinos an.
2022 erschien das Prequel Orphan: First Kill, in dem Isabelle Fuhrman erneut die Rolle der Esther/Leena Klammer übernahm.

## Handlung

### Vorgeschichte
Katherine „Kate“ und John Coleman erwarten ihr drittes Kind. Als bei Katherine die Wehen einsetzen, fahren sie ins Krankenhaus. Auf dem Weg zur Entbindungsstation erzählt Katherine einer Krankenschwester, dass sie das Kind Jessica nennen wollen. Doch es kommt wider Erwarten zu einer Totgeburt, die Katherine völlig aus der Bahn wirft. Sie verfällt dem Alkoholismus und verliert dadurch ihre Arbeitsstelle an der Yale-Universität. Zudem wird sie von Albträumen heimgesucht. Aber als durch ihre Schuld ihre jüngste Tochter Maxine, die von allen „Max“ genannt wird, bei einem Badeunfall im nahe gelegenen See fast ertrinkt und von John gerettet werden muss, da Katherine aufgrund des Alkohols nicht entsprechend reagieren kann, beschließt sie, mit dem Trinken aufzuhören. Durch all diese Umstände ist Katherine nun regelmäßig Patientin bei Dr. Browning, einer Psychologin.
Um den Schmerz über den Kindsverlust zu kompensieren, beschließen die Colemans circa zwei Jahre später, eine Waise aus einem katholischen Waisenhaus zu adoptieren. Während Katherine unsicher die spielenden Kinder im Erdgeschoss beobachtet, trifft John im ersten Stock auf die aus Russland stammende neunjährige Esther, die dort vor sich hin singend ein Bild malt. John ist aufgrund der Offenheit des Mädchens ihm gegenüber sofort von ihr fasziniert. Während eines kurzen Gespräches mit Katherine bekennt Esther offen, dass sie mit den anderen Kindern nicht so richtig etwas anzufangen wisse und dass sie eben „anders als die Anderen“ sei. Man kommt mit der Heimleiterin Schwester Abigail überein, dass Esther in drei Wochen zu den Colemans ziehen soll. Die Ordensschwester merkt noch an, dass Esther für ihr Alter schon sehr reif sei und sich zwar prinzessinnenhaft benehme, aber ansonsten ein höfliches und hochintelligentes Mädchen sei.

### Esther kommt zu den Colemans
Wie vereinbart holen die Colemans Esther drei Wochen später vom Waisenhaus ab und sie erfährt, dass sie nun zwei Geschwister haben wird: den 13-jährigen Daniel „Danny“ und die 6-jährige Maxine, die von Geburt an nahezu gehörlos ist. Noch im Auto der Colemans beginnt Esther die Gebärdensprache zu erlernen. Als sie in Esthers neuem Zuhause ankommen, erwarten sie bereits die Großmutter, Barbara Coleman, und Maxine. Letztere schließt Esther sofort in ihr Herz. Reservierter steht ihr Daniel gegenüber, der Esther deutlich seine Abneigung spüren lässt.
Als Daniel eines Tages mit seinem Paint-Ball-Gewehr im Wald spielt, schießt er auch bewusst auf eine Taube. Da kommen Maxine und Esther hinzu. Letztere fordert Daniel nun, dem von ihm verursachten Leiden der Taube ein Ende zu setzen und sie zu töten. Er weigert sich jedoch und so nimmt Esther einen Stein und erschlägt die Taube.
Da sich Esther immer sehr altmodisch kleidet (Schleifen um Hals und Handgelenke und lange Kleider), wird sie in der Schule direkt zur Außenseiterin. Auch Daniel findet seine neue Schwester peinlich und verleugnet Esther sogar. Vor allem ihre Klassenkameradin Brenda hat es auf sie abgesehen und schikaniert Esther von nun an jeden Tag. Als Brenda einmal versucht, die Schleife um Esthers Hals zu lösen, bekommt dieses einen Wutanfall. Aus Rache für die Hänseleien in der Schule, stößt sie Brenda die Rutsche hinunter, sodass sich diese den Knöchel bricht. Maxine hat die Tat auf dem Spielplatz beobachtet, deckt aber Esther am Abend aus emotionaler Verbundenheit. Daniel beleidigt Esther jedoch während des Abendessens und weigert sich, sich dafür bei ihr zu entschuldigen. Er erklärt seinen Eltern gegenüber, es sei wohl besser, wenn Esther wieder ins Waisenhaus zurückginge.
Da Daniel sich weiterhin weigert, sich bei Esther zu entschuldigen, verbietet John seinem Sohn einen weiteren Aufenthalt im Baumhaus und verschließt es mit einem Vorhängeschloss. Allerdings legt Esther auch zuhause schon recht bald merkwürdige Verhaltensweisen an den Tag: Sie schleicht durch das Haus und schließt entgegen allen Gewohnheiten der Familie das Badezimmer ab. Auch fügt sie sich nicht ins Familienleben ein und malt für ihr Alter sehr erwachsene Bilder. Esther wird mit der Zeit immer bedrohlicher und aggressiver, beginnt einen gegen den anderen auszuspielen und für ihre Zwecke einzunehmen. Nachdem Katherine ihrer Adoptivtochter angeboten hat, sie am Klavier zu unterrichten, überrascht sie Esther eines Nachmittags, wie sie Tschaikowski perfekt und völlig fehlerfrei spielt. Katherine ist schockiert und beginnt damit, Esther mehr und mehr zu misstrauen.

### Der Mord an Schwester Abigail
Etwa eine Woche später erhält Katherine beim Einkaufen mit Esther und Maxine einen Anruf von Schwester Abigail, die Esthers ärztliche und zahnärztliche Untersuchungsergebnisse für ihr Gutachten benötigt. Gleichzeitig möchte sie sich aber auch erkundigen, wie sich Esther in die neue Familie eingelebt hat, und natürlich kommt dabei auch Brendas Unfall zur Sprache. Als Katherine der Leiterin des Waisenhauses gesteht, dass sie mehr über Esthers Vergangenheit erfahren will, stimmt diese zu, darüber Nachforschungen anzustellen.
Nach diesem Gespräch schlägt Katherine am Abend Esther vor, ein gemeinsames Tagebuch zu führen. Dafür überlässt sie Esther ein Tagebuch, welches genauso aussieht wie ihr Altes. Beide gehen gemeinsam zu Jessicas Grab, das sich im Gewächshaus befindet. Esther bewundert die weißen Rosen, die auf dem Grab stehen. Daraufhin bemerkt Katherine, dass, solange die Rosen auf dem Grab wachsen würden, Jessica in der Familie weiterlebe. Was Katherine jedoch nicht weiß: Esther setzt inzwischen die von ihr leicht manipulierbare Maxine als Lippenleserin ein und ist daher über den Inhalt des Telefonats mit Schwester Abigail informiert.
Esther beginnt nun gezielt, Konflikte innerhalb der Familie zu schüren. Dadurch wird die durch die frühere Alkoholabhängigkeit Katherines ohnehin schon instabile Ehe der Colemans weiter belastet. Da taucht wider Erwarten Schwester Abigail bei den Colemans auf und berichtet besorgt über einige Unklarheiten in Esthers Vergangenheit. Esther hätte wohl außerdem die Gabe, Unglücke anzuziehen, und sie erwähnt ein paar Vorkommnisse aus dem Zusammenleben mit Esther. Katherine und John kommen schließlich damit überein, mit Esther die befreundete Psychologin Dr. Browning aufzusuchen.
Esther, die das Gespräch belauscht hat, beschließt nun, Schwester Abigail mit Hilfe von Maxine zu töten. In Johns Arbeitszimmer lässt Esther Maxine den Schlüssel zum Baumhaus suchen. Diese findet gleich einen ganzen Schlüsselbund, an dem sich auch der Schlüssel zum Tresor befindet. Esther öffnet ihn und sieht darin einen Revolver. Esther nimmt ihn an sich und entfernt vier Patronen aus der Revolverkammer. Sie lässt die Trommel mit der letzten sich darin befindenden Patrone einmal herumlaufen, hält Maxine den Revolver an den Kopf und fragt sie sodann: „Willst du spielen?“ Maxine schüttelt verängstigt den Kopf und erhält von Esther die gefühlsarme Reaktion: „Später vielleicht.“ Nun begeben sich die beiden zur nahegelegenen Brücke, um Schwester Abigail aufzulauern. Als diese mit ihrem Wagen gerade die Brücke passiert, schubst Esther die kleine Maxine kaltblütig auf die Fahrbahn und nimmt dabei in Kauf, dass diese von Schwester Abigail überfahren wird. Sie kann aber gerade noch ausweichen und bleibt mit dem Wagen im Schnee stecken.
Nachdem sie sich von ihrem Schrecken erholt hat, steigt sie aus und läuft zu Maxine, die weinend am Straßenrand liegt. Vor den Augen der kleinen Maxine erschlägt Esther nun Schwester Abigail kaltblütig mit einem Hammer. Die völlig eingeschüchterte Maxine muss nun helfen, die Leiche verschwinden zu lassen. Das blutbefleckte Kleid und den Hammer verstecken beide in Daniels Baumhaus. „Du hast mich hereingelegt!“ beschwert sich dort die entsetzte Maxine bei Esther. Diese erklärt ihr, dass sie Schwester Abigail töten musste, da diese sie aus der Familie entfernen wollte. Schließlich fragt Esther Maxine noch, ob diese vorhat, den Mord an Schwester Abigail weiterzuerzählen, woraufhin diese nur den Kopf schüttelt.
Als beide das Baumhaus wieder verlassen, werden sie von Daniel beobachtet. Nachts taucht Esther bei ihm im Zimmer auf und droht, ihm den Penis abzuschneiden, falls er seine Beobachtung weitererzählen sollte.

### Die offene Konfrontation mit Katherine
Am nächsten Tag fährt Katherine Daniel und Maxine in die Schule. Dort angekommen befragt sie ihre Kinder, ob irgendwelche Schwierigkeiten mit Esther bestünden. Als Daniel und Maxine dies verneinen, ist Katherine sichtlich erstaunt, weil sie weiß, dass sich Esther und ihr Sohn nicht ausstehen können. Am Nachmittag ist dann Esthers Termin bei Dr. Browning. Doch das Mädchen spielt die Colemans geschickt gegen die Psychologin aus und nach diesem Besuch kriselt es in der Ehe der Colemans wie nie zuvor. Esther beginnt nun gezielt, Katherine als unfähig darzustellen, und versucht, sie wieder in die Alkoholabhängigkeit zu treiben. Dafür riskiert sie erneut bewusst das Leben von Maxine, denn als kurze Zeit später die Kinder von Katherine im Auto zur Schule gefahren werden, löst Esther die Handbremse des Wagens, sodass er mit Maxine rückwärts die Straße hinunter rollt. Katherine verdächtigt nun offen Esther, den Wagen manipuliert zu haben, was diese aber entschieden abstreitet. Maxine beginnt, ihre Erlebnisse mit Esther in selbst gemalten Bildern festzuhalten, da sie sich nicht traut, ihren Eltern davon zu berichten. Esther hatte ihr kurz zuvor noch einmal gedroht, sie würde ihre Mutter erschießen, wenn Maxine etwas über die Sache mit Schwester Abigail erzähle.
Eines Tages hat Esther ihren Zahnarzt-Termin, weigert sich jedoch, ihn wahrzunehmen. John und Esther kommen überein, den Termin auf einen anderen Tag zu verlegen und stattdessen unten im Wohnzimmer gemeinsam zu zeichnen. Dort unterhalten sich beide. „Ich glaube, Mami mag mich nicht besonders“, sagt Esther dabei zu John. Dieser erwidert: „Sie liebt dich. Mach Mami doch mal eine Freude.“ Als am Abend Katherine nach Hause kommt, verkündet Esther ihr eine große Überraschung. Dann zeigt sie Katherine einen großen Strauß weißer Rosen, die sich vorher auf dem Grab von Jessica befunden hatten. Katherine ist vor Wut außer sich, schlägt Esther, reißt ihr die Blumen aus der Hand und hält sie am Arm fest. Bei dem Versuch, sich aus dem Griff zu befreien, verdreht sich Esther den Arm. Esther läuft weinend auf ihr Zimmer, John und Katherine streiten sich in der Küche. Infolgedessen verlässt Katherine das gemeinsame Haus.
In der Nacht schleicht sich Esther in den Keller und bricht sich dort eigenmächtig den Arm, indem sie ihn in einen Schraubstock einspannt. Zurück in ihrem Zimmer ruft Esther John herbei und kann ihn überzeugen, dass Katherine für die Verletzung verantwortlich sei. Als diese wieder nach Hause kommt, entwickelt sich ein heftiger Streit zwischen den Eheleuten, der darin gipfelt, dass John seine Frau des Schlafzimmers verweist und stattdessen Esther erlaubt, mit ihm im Ehebett zu schlafen. Nach diesem Streit fährt Katherine völlig aufgelöst und ziellos mit dem Wagen umher. Erst bei einem Drugstore bleibt sie stehen und kauft sich zwei Flaschen Wein. Als sie nach Hause kommt, schläft die Familie schon und so sitzt sie allein im Wohnzimmer und hat bereits eine Flasche geöffnet. Letztendlich schüttet sie den Wein jedoch unberührt in der Küche in den Abfluss, die andere Flasche versteckt sie.
Ein paar Tage später haben die Colemans Besuch von Dr. Browning. Diese rät Katherine zu einer offiziellen Entziehungskur in einem Sanatorium. Katherine ist außer sich und verweigert eine Therapie mit den Worten, dass sie sich selbst helfen könne. Als Antwort darauf kündigt John an, er werde Katherine verlassen und nach der Scheidung die Kinder für sich beanspruchen, sollte sie nicht mit der Entziehungskur einverstanden sein. Er beschuldigt seine Frau, in den Alkoholismus zurückgefallen zu sein, da die Kinder im Haus die versteckte Weinflasche gefunden hätten. Katherine entgegnet ihm, dass es wohl eher Esther gewesen sei, die die Flasche entdeckt habe. Sie vermutet, dass Esther das Versteck aus ihrem alten Tagebuch erfahren haben könnte, welches sie ihr gestohlen hat. Sie beginnt nun gezielt, nachdem sie sich Esthers Bibel bemächtigt hat, Nachforschungen über Esthers Vergangenheit anzustellen. Diese Nachforschungen Katherines führen schließlich zu einer psychiatrischen Klinik in Estland, dem Saarne Institut. Katherine entlarvt die wenigen Dokumente als Fälschungen und findet somit heraus, dass keinerlei reale Unterlagen über Esther existieren.

### Die Mordversuche an Daniel
Eines Abends sucht Daniel Maxine in ihrem Kinderzimmer auf und befragt sie über den Vorfall auf dem Spielplatz, den Tod von Schwester Abigail und die Sache mit dem Wagen. Maxine weigert sich jedoch darüber zu sprechen. Stattdessen zeigt sie Daniel nun ihre Bilder. Auf dessen Frage, ob Esther für alles verantwortlich sei, nickt sie und beschreibt ihrem Bruder auch, wo Esther die Beweise versteckt hat. Daniel beschließt, gegen Esther vorzugehen, doch diese hat ihn und Maxine belauscht.
Am nächsten Morgen bricht Daniel zum Baumhaus auf, um Esther des Mordes zu überführen, welche ihm jedoch unauffällig gefolgt ist. Sie treibt Daniel in eine Ecke des Baumhauses, vergießt Benzin und steckt es in Brand. Danach schließt sie Daniel im Baumhaus ein. Dieser kann sich zwar durch ein Fenster retten, stürzt jedoch in die Tiefe. Da Daniel den Sturz überlebt, versucht Esther ihn mit einem Stein zu erschlagen, woran Maxine sie aber hindern kann, indem sie sich ihr in den Rücken wirft.
Katherine Coleman unterhält sich derweil mit ihrer Schwiegermutter Barbara, sieht vom Küchenfenster aus den Brand und eilt Daniel zu Hilfe. Im Krankenhaus wird er in ein künstliches Koma versetzt. Die gesamte Familie Coleman befindet sich am Abend im Krankenhaus. Esther erbittet von der Großmutter Geld, um sich etwas zu trinken zu kaufen. In Wirklichkeit schleicht sie sich in Daniels Krankenzimmer und versucht, ihn nach dem missglückten Brandanschlag mit seinem Kissen zu ersticken. Als sie von ihm ablässt, ist Daniel klinisch tot. Die herbeigeeilten Ärzte können ihn jedoch ins Leben zurückholen. Als Esther mit einer Getränkedose in der Hand zur Familie zurückkommt, fängt sie sich von Katherine eine Ohrfeige ein. Katherine beschuldigt Esther offen, ihren Sohn Daniel ermorden zu wollen. Die Ärzte verabreichen Katherine ein Beruhigungsmittel und behalten sie über Nacht im Krankenhaus. John fährt mit den Kindern nach Hause zurück.

### Die Wahrheit über Esther
Im Krankenhaus erhält Katherine einen Anruf von Dr. Värava, dem Leiter des estnischen Saarne-Instituts. Er bestätigt ihren Verdacht, dass Esther eine falsche Identität vortäuscht. Esther heißt mit richtigem Namen Leena Klammer, ist eine bereits 33 Jahre alte Frau und war zudem als hochgefährliche, psychopathische Mörderin wegen mindestens siebenfachen Mordes im Saarne-Institut eingewiesen. Durch die Hormonstörung Hypophyseninsuffizienz, die das Wachstum hemmt, hat Esther das Aussehen eines Kindes. Alleinig an ihren Zähnen, die sie durch ein Kindergebiss verdeckt, kann man Rückschlüsse auf ihr wahres Alter ziehen, was auch ihre Weigerung, den Zahnarzttermin wahrzunehmen, erklärt. Auch die Schleifen an ihren Handgelenken und Hals dienen dazu, die Narben zu verdecken, die von einer Zwangsjacke stammen, in die man Esther regelmäßig steckte. Vor einem Jahr gelang ihr die Flucht aus dem Institut und sie tauchte im Ausland unter. Anschließend ließ sie sich wiederholt von Familien adoptieren und versuchte, die Ehemänner zu verführen. Wurde sie abgewiesen, löschte Esther aus Rache hierfür die gesamte Familie aus. Schockiert wird Katherine klar, dass ihre Familie sich somit bereits während des gesamten Aufenthalts von Esther in ihrem Haus in extrem großer Lebensgefahr befunden hat. Dr. Värava gibt ihr außerdem mit auf den Weg, dass, sofern es sich bei Esther tatsächlich um Leena Klammer handelt, ihr nicht mehr viel Zeit bleibt, um ihre Familie zu retten.

### Esthers Ende
Nachdem Katherine die Wahrheit über Esther erfahren hat, ist ihr klar, was diese von Anfang an vorhatte. Sie fährt nach Hause und ruft während der Fahrt die Polizei an. In der Zwischenzeit betrinkt sich John im Wohnzimmer, als plötzlich Esther auftaucht. Aufreizend gekleidet und geschminkt beginnt sie nun John zu verführen. Dieser weigert sich jedoch, mit ihr Sex zu haben, da er Esthers Vorgeschichte nicht kennt und so nur ein Kind in ihr sieht. Esther zieht sich völlig enttäuscht in ihr Zimmer zurück und hat dort einen Wutanfall. Sie zerstört die Stromleitungen des Hauses und ersticht sodann John im Flur. Anschließend geht sie in sein Büro und holt sich den Revolver aus dem Tresor.
Maxine, die aufgewacht ist und die Leiche ihres Vaters sieht, versteckt sich vor Esther im Gewächshaus. In der Zwischenzeit kommt Katherine nach Hause zurück und entdeckt ihren toten Ehemann. Esther beginnt, Katherine durch das Haus zu jagen, und es gelingt ihr, sie im Badezimmer anzuschießen. Nach einer wilden Verfolgungsjagd kommt es am überfrorenen See, der sich in der Nähe des Hauses befindet, zwischen den beiden zum großen Showdown. Katherine und Esther brechen während des Kampfes in den See ein und Esther bricht sich schließlich das Genick, nachdem sie von Katherine mit einem Fußtritt am Kopf getroffen wurde. Anschließend sinkt die Kindfrau in die dunkle Tiefe des eiskalten Wassers.

## Hintergrund und Dreharbeiten
- Aufgrund der extremen Gewaltdarstellung wurde die Szene, in der Esther Schwester Abigail mit dem Hammer erschlägt, getrennt von Jungdarstellerin Aryana Engineer aufgenommen.
- Jungschauspielerin Aryana Engineer ist tatsächlich fast vollständig taub und beherrscht deshalb flüssig die Gebärdensprache.
- Alle Schauspieler (mit Ausnahme von Aryana Engineer) nahmen vor Beginn der Dreharbeiten Gebärdensprachunterricht mit Hilfe von dafür speziell ausgebildeten Fachleuten.
- Isabelle Fuhrman (Esther/Leena) war (im Gegensatz zu ihrer Figur, die, wie sich zum Ende des Filmes herausstellte, um die 33 Jahre alt war) zu Beginn der Dreharbeiten erst elf Jahre alt.
- Obwohl der Film aufgrund seiner beklemmenden Atmosphäre eine auf jugendliche Zuschauer durchaus sehr verstörende Wirkung haben kann, ist der Film in Deutschland von der FSK dennoch ab 16 Jahren freigegeben worden. Die FSK begründete die Freigabe damit, dass im Film „nur sehr wenige blutige Szenen zu sehen seien“, und Jugendliche der Handlung ansonsten problemlos folgen könnten. Jedoch gab die FSK (wie bei fast allen Filmen dieser Art) bei der DVD-Veröffentlichung an Eltern eine Empfehlung aus, Jugendliche sich den Film nicht ohne Anwesenheit der Eltern ansehen zu lassen.
- Der Film weist mehrere Parallelen zu dem Fall von Barbora Skrlova, einer erwachsenen Frau, die in Tschechien als Pflegekind bei einer folternden Mutter lebte, auf.
- In einer Szene findet Esther einen silbernen Revolver in einem Tresor, entnimmt ihm sämtliche Kugeln bis auf eine einzige und richtet den Revolver anschließend auf das taube Mädchen Maxine mit der Frage „Willst du spielen? Später vielleicht.“ Dieses morbide Spiel mit dem Revolver nennt sich Russisches Roulette.
- Vergleichbare Filme mit ähnlicher Handlung, in der ein kindliches Familienmitglied eine bösartige Charakterseite offenbart, sind die Psychothriller Stranger – Rückkehr aus der Vergangenheit mit Ricky Schroder von Regisseur Tom Holland von 1990 und Das zweite Gesicht mit Macaulay Culkin von 1993.

## Produktion
Der Film wurde zum größten Teil in Kanada gedreht, vor allem in Toronto, Port Hope und Montreal. Es war ursprünglich geplant, den Film im Spätherbst abzudrehen, doch ein plötzlicher Wintereinbruch kam den Dreharbeiten dazwischen, sodass das Drehbuch kurzfristig umgeschrieben werden musste.

## Synchronisation
Der Film wurde bei der Berliner Synchron vertont. Kim Hasper schrieb das Dialogbuch und führte die Dialogregie.
| Rolle             | Schauspieler      | Synchronsprecher   |
| ----------------- | ----------------- | ------------------ |
| Kate Coleman      | Vera Farmiga      | Ulrike Stürzbecher |
| John Coleman      | Peter Sarsgaard   | Timmo Niesner      |
| Esther            | Isabelle Fuhrman  | Kristina Tietz     |
| Schwester Abigail | CCH Pounder       | Astrid Bless       |
| Daniel Coleman    | Jimmy Bennett     | Philip Kazcor      |
| Max Coleman       | Aryana Engineer   | (stumm)            |
| Dr. Browning      | Margo Martindale  | Katja Nottke       |
| Dr. Värava        | Karel Roden       | Grigory Kofman     |
| Grandma Barbara   | Rosemary Dunsmore | Traudel Haas       |
| Schwester Judith  | Genelle Williams  | Damineh Hojat      |

## Kritiken
„Orphan – Das Waisenkind ist von Beginn an beunruhigend und packend. Vera Farmiga überzeugt als schuldbeladene, verwirrte Adoptivmutter. Isabelle Fuhrman hingegen stiehlt allen die Show. Klasse, wie sie von brav über verführerisch bis grausam alle Nuancen ihrer Figur auslotet. Ein verdammt böses Mädchen.“

„Der spannende, weitgehend stimmige Horrorfilm belebt das sattsam bekannte ‚Teufelskind‘-Motiv dank einer ambitionierten Dramaturgie, die auf interessante Charaktere und das Drama innerfamiliärer Spannungen setzt, sowie einer eindringlichen und realitätsnahen Inszenierung.“

„Zugegeben: Dass das Grauen hinter einer freundlichen Fassade sitzt, ist nicht gerade die Neuentdeckung einer Geschichte des Horror-Genres. Doch mit welch fiesem Kalkül hier das scheinbar nette Mädchen zu Werke zieht, ist schon aller Ehren wert. Regisseur Jaume Collet-Serra […] hat sich ein paar muntere Ideen einfallen lassen, um das Böse in einer netten Familie wüten zu lassen. Das hat er mitunter so perfide inszeniert, dass Erinnerungen an Albtraum-Werke wie Rosemaries Baby wach werden. Stark: die junge Isabelle Fuhrman als durchtriebenes Biest.“